# Dariusz Hyc
Dariusz Bernard Hyc (ur. 1967) – polski architekt i nauczyciel akademicki. Współwłaściciel pracowni architektonicznej maas s.c.

## Życiorys
Doświadczenie zawodowe zdobywał w pracowniach architektonicznych w Polsce i za granicą. Pracował m.in. w biurze Bulanda Mucha Architekci prowadzonym przez Andrzeja Bulandę i Włodzimierza Muchę, gdzie uczestniczył jako jeden z czterech głównych autorów w projekcie konkursowym na siedzibę BRE Banku w Bydgoszczy.
W 1997 wraz z Henrykiem Łaguną założył pracownię maas s.c. Zrealizował projekty takie jak: renowacja historycznych kamienic przy ul. Ząbkowskiej w Warszawie, rewitalizacja pasażu Wiecha w Warszawie (I nagroda w konkursie, realizacja: 2005–2006) czy przebudowa łącznika DT Wars&Sawa na potrzeby kawiarni „W biegu cafe”.
Prowadzi zajęcia w pracowni Architektury w Kontekście Kulturowym na Wydziale Architektury Politechniki Warszawskiej. Od 2016 członek zarządu Oddziału Warszawskiego Stowarzyszenia Architektów Polskich.